# Dystaxia elegans
Dystaxia elegans är en skalbaggsart som beskrevs av Henry Clinton Fall 1905. Dystaxia elegans ingår i släktet Dystaxia och familjen Schizopodidae. Inga underarter finns listade i Catalogue of Life.